# Archibald Hamilton (Politiker, 1673)

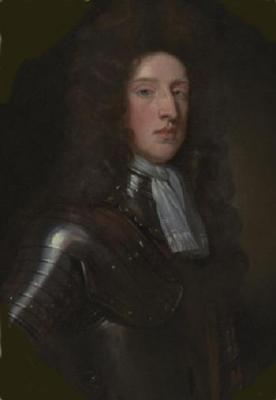
Archibald Hamilton, um 1730

Lord Archibald Hamilton (getauft 17. Februar 1673; † 5. April 1754) war ein britischer Marineoffizier, Kolonialgouverneur und Politiker.

## Leben
Er war der siebte und jüngste Sohn des William Douglas-Hamilton, Duke of Hamilton, und der Anne Hamilton, 3. Duchess of Hamilton. Er besuchte ab 1684 die Universität Glasgow.
Er besaß einige Ländereien in Schottland und Irland, so die Güter Riccarton und Pardovan in Linlithgowshire, Motherwell in Lanarkshire und Confey Castle bei Leixlip im County Kildare.
Er trat in die Royal Navy ein und wurde 1690 zum Lieutenant befördert. 1691 war er Adjutant des Gouverneurs der Leeward Islands 1691 und erhielt im selben Jahr den Rang eines Lieutenant-Colonel der Royal Marines. 1693 stieg er in den Rang eines Captain auf und wurde schließlich 1708 unter Halbsold von aktiven Dienst freigestellt.
Von 1708 bis 1710 war er als Abgeordneter für Lanarkshire Mitglied des britischen House of Commons.
Von 1711 bis 1716 war er Gouverneur der britischen Kolonie Jamaika. Während seiner Amtszeit stand er meist im Konflikt mit dem örtlichen Inselparlament; die Lage wurde dadurch erschwert, das 1712 ein Hurrikan schwere Schäden auf Jamaika anrichtete.
Von 1718 bis 1734 war er für Lanarkshire, von 1735 bis 1741 für das Queenborough in Kent und von 1742 bis 1747 für Dartmouth in Devon Abgeordneter im House of Commons.
Ab 1719 ließ er das Anwesen Park Place bei Henley-on-Thames in Berkshire als Wohnsitz für seine Familie errichten.
Von 1729 bis 1738 hatte er das Amt eines Lords der Admiralität inne.
Seine dritte Gattin war von 1736 bis 1745 Hofdame von Augusta, Princess of Wales, und wahrscheinlich auch Mätresse von Frederick, Prince of Wales. Frederick kaufte Hamilton das Anwesen Park Place 1738 ab, und nahm Hamilton fortan als seinen Cofferer and Surveyor-General in seine Dienste.
Von 1746 bis zu seinem Tod, 1754, war er Gouverneur des Greenwich Hospital.

## Ehen und Nachkommen
In erster Ehe war er mit Hon. Anne Lucas, Witwe des Edward Cary († 1692), Gutsherr von Caldicot in Monmouthshire, und Tochter des Charles Lucas, 2. Baron Lucas (of Shenfield), verheiratet. Die Ehe blieb kinderlos und Anne starb bereits 1709.
Im Dezember 1718 heiratete er in zweiter Ehe Anne Hamilton, Witwe des Sir Francis Hamilton, 3. Baronet († 1714), und Erbtochter des Claud Hamilton. Diese starb kinderlos bereits im März 1719.
Im September 1719 heiratete er schließlich in dritter Ehe Lady Jane Hamilton († 1753), Tochter des James Hamilton, 6. Earl of Abercorn. Mit ihr hatte er sechs Kinder:
- Elizabeth Hamilton (um 1721–1800), ⚭ (1) 1742 Francis Greville, 1. Earl of Warwick, ⚭ (2) Robert Clerk, General der British Army;
- Jane Hamilton (1726–1771) ⚭ 1753 Charles Cathcart, 9. Lord Cathcart, Lieutenant-General der British Army;
- Charles Hamilton (vor 1728–1751) ⚭ 1751 Mary Catherine Dufresne;
- Rev. Frederick Hamilton (1728–1811), Gemeindepfarrer von Wellingborough, Archdeacon von Raphoe, ⚭ 1757 Rachael Daniel;
- Archibald Hamilton (um 1729–1744);
- Rt. Hon. Sir William Hamilton (1730–1803), Unterhausabgeordneter und Diplomat, ⚭ (1) 1758 Catherine Barlow, ⚭ (2) 1791 Emma Lyon.